# Манаков, Пётр Захарович
Пётр Захарович Манаков (1915—1987) — офицер-танкист, капитан Советской Армии, участник Великой Отечественной войны, Герой Советского Союза (1943).

## Биография
Пётр Манаков родился 29 мая 1915 года в деревне Павловка (ныне — Азнакаевский район Татарстана). После окончания пяти классов школы работал в совхозе. В 1937—1940 годах проходил службу в Рабоче-крестьянской Красной Армии, участвовал в польском походе. В ноябре 1941 года Манаков повторно был призван в армию. С июля 1942 года — на фронтах Великой Отечественной войны.
К февралю 1943 года техник-лейтенант Пётр Манаков был старшим механиком-водителем танка «КВ» 392-го танкового батальона 180-й танковой бригады 38-й армии Воронежского фронта. Отличился во время освобождения Курской области. 1 февраля 1943 года экипаж Манакова разгромил крупную немецкую колонну в районе села Касторное и уничтожил около 20 артиллерийских орудий, около 160 солдат и офицеров и до 200 подвод. В том бою танк Манакова был подбит, командир танка погиб, но экипаж продолжал сражаться.
Указом Президиума Верховного Совета СССР от 28 апреля 1943 года за «образцовое выполнение боевых заданий командования на фронте борьбы с немецкими захватчиками и проявленные при этом мужество и героизм» техник-лейтенант Пётр Манаков был удостоен высокого звания Героя Советского Союза с вручением ордена Ленина и медали «Золотая Звезда» за номером 877.
В 1944 году Манаков окончил Казанское танковое училище. В 1948 году в звании капитана он был уволен в запас. Проживал и работал в Ленинграде. Скончался 8 ноября 1987 года, похоронен на Северном кладбище Санкт-Петербурга.
Был также награждён орденом Отечественной войны 1-й степени и рядом медалей.
Бюст Манакова установлен в Бугульме.